# Alopecosa hui
Alopecosa hui este o specie de păianjeni din genul Alopecosa, familia Lycosidae, descrisă de Chen, Song și Kim în anul 2001. Conform Catalogue of Life specia Alopecosa hui nu are subspecii cunoscute.